# 神戸大学レイバンズ
神戸大学レイバンズ（こうべだいがくレイバンズ, 英語: KOBE UNIVERSITY RAVENS）は神戸大学体育会に所属するアメリカンフットボールチームである。1975年創部、関西学生アメリカンフットボール連盟所属。チームカラーは赤。

## 歴史
1975年に同好会として創部した。翌1976年に関西アメリカンフットボール連盟に準加盟。リーグに設けられた準加盟リーグでいきなり優勝を果たす。体育会に昇格した1977年からリーグ戦に参加しブロック優勝をする等躍進が続き、1980年には創部5年目という早さで1部昇格を果たす。1部では中位・下位に位置することが多かったが、入替が激しかった関西学生リーグでリクルート面で不利な国立大学でありながら、7シーズン1部を堅持する。
1987年、2部に降格するが翌1988年に1部復帰。1988年は京都大学に勝利するも、3チームが並ぶ同率5位となり、入替戦対象（7位）を決めるプレーオフに1勝1敗（1敗はくじ引きによる不戦敗）でかろうじて残留する。
1990年は、2戦目の同志社大学に敗れた以外は5勝を挙げ（関西学院大学には創部以来初勝利）、11月24日に京都大学と優勝をかけた最終戦を戦うこととなる。「国立大決戦」とも呼ばれたこの試合は、試合会場が西宮球場から長居陸上競技場に変更されるほどであったが、0-45で完敗し、同率3位の結果で優勝はならなかった。
1991年は初戦の近畿大学戦で終盤に逆転負けし、その後も上位チームには敗退して前年の雪辱は果たせなかった。
1992年は、立命館大学と関西学院大学に敗れた以外は勝利し、京都大学にも勝利して5勝2敗の2位となる。この順位は2024年現在、レイバンズとしては1部リーグでの最高記録となっている。
1993年は開幕2連勝したものの、立命館大学に大敗して上位から後退、優勝争いの望みのかかった関西学院大学戦にも大敗するなど、上位チームに勝てずに終わった。
1994年、優秀な選手が卒業して戦力が低下、1部リーグ7位に低迷して入替戦も敗退し、2部リーグに降格する。
1995年に起きた阪神・淡路大震災では部員の死傷者はなかったものの、約1ヶ月間は分散での自主トレーニングを余儀なくされ、神戸に戻ってからも大学グラウンドが使用できず、六甲高等学校のグラウンドを間借りする状況が続いた。同年秋の入替戦では同志社大学に終盤で逆転を許し、1部復帰はならなかった。
1996年の入替戦は前年と同じ同志社大学と対戦、残り1分50秒で逆転する前年とは対照的な展開となり、2年ぶりの1部復帰を決める。この年12月に、大学OBの寄付によるクラブハウスが竣工している。
1997年の1部復帰後最初のシーズンは2戦目で京都大学に勝利したが、3勝4敗の同率4位であった。
以後長く上位4校の壁を打ち破れなかった。2003年、2005年には入替戦も経験したが、いずれも勝利してDIV.1を堅持した。
2005年、創部30周年を記念してユニフォームを一新。この年の10月1日から王子スタジアムに神戸大学の看板広告が掲示される（国立大学では初）。その日に関西学院大学との対戦があったが、11対35の惨敗を喫し、勝利をおさめることができなかった。シーズンは２勝５敗で入替戦出場となり、京都産業大学との対戦となる。前半17対0で、敗戦濃厚ムードで試合を折り返すも、後半にディフェンスメンバーが奮起し、失点を0点に抑える。前半かみ合わなかったオフェンスも、このムードに乗って得点を重ね、猛追を見せる。試合終了間際、DBとWRの両面で出場していた主将、矢野川がパスインターフェアの販促を誘い、ラスト3秒のFGを決めて、逆転試合終了。残留を果たした。
2006年には、期待の大型新人が、高槻高校、関西大倉高校より入部。一年生にしてスタメン出場を果たしたWR大園、TE東内の活躍目覚ましく、強肩QBの多和とホットラインが火を噴いて、京都大学戦で圧勝するなど、3勝4敗で5位に浮上した。2007年はスタメンだったQB多和が抜け、当時3年生だったQB大原が後釜となるも、前年に活躍目覚ましかった東内が怪我で戦線を離脱、WR大園も各チームに徹底的に対策されたこともあり、オフェンスが振るわず、2勝5敗6位でシーズン終了。
2008年は4勝3敗の成績で15年ぶりに勝ち越し、単独3位（18年ぶり）に入った。しかし、2009年は1勝1分5敗の成績で4年ぶりの入替戦となり、今回も勝利して1部に残留する。このあと2013年にも入替戦出場、このときも大阪府立大学に勝ち、残留する。
2015年、創部40周年でユニフォーム一新。エレコムより寄付を受けて、レイバンズおよび女子タッチボール部looksが拠点とする神戸大学鶴甲第一キャンパスグラウンドが人工芝化された。寄付への感謝の意を示すため、グラウンドは「神戸大学エレコムグラウンド」に改名された。また、エレコムがメインスポンサーを務める社会人アメリカンフットボールチームエレコム神戸ファイニーズとの合同練習もおこなわれるようになる。シーズンは3勝4敗の5位に終わる。同時に19年連続1部リーグ残留を果たした。
2016年、秋季リーグ戦を1勝6敗で終え入替戦に出場し、桃山学院大学に3対14で敗れ、21年ぶりに2部に降格した。
2017年、2部でAブロック1位となり入替戦に進出、同志社大学を33対0で破り、1シーズンでの1部復帰を果たした。
2019年、秋季リーグ戦で5勝3敗の成績を収め3位となり、全日本大学アメリカンフットボール選手権大会2019への出場資格を得た。全日本大学選手権では、トーナメント1試合目の中京大学戦には24対17で勝利したが、2試合目の関西学院大学戦に7対26で敗退した。また、12月には東西対抗戦の第6回TOKYO BOWLに関西代表として出場するも、法政大学に20-33で敗退した。

## チーム名の由来
レイバンズの名の由来はヤタガラス（日本サッカー協会のロゴマークである三本足のカラス）である。ヤタガラスの意味をしめす英語が存在しなかったため、ワタリガラスの意味をしめす「レイバンズ」という名称になった。アメリカのNFLには同じ由来に基づくボルチモア・レイブンズがある。ちなみに、神戸大学のタッチ・フットボール部はミヤマガラスの意味をしめす「ルークス」という名称である。

## メンバー

### スタッフ

#### マネージャー(MGR)
15人程度在籍しており、チームの運営を主としている。その他HPやfacebookなどのSNS、小学校へのタッチフットボールの普及、神戸大学を目指す高校生への支援も意欲的に行っている。マネージャーのリーダーがチームの主務となることが多い。

#### トレーナー(TR)
15人程度在籍しており、選手の筋トレ、トレーニング、リハビリの管理を主としている。トレーナーのリーダーがチーフトレーナーとなる。

#### アナライジングスタッフ(AS)
5 - 10人程度在籍しており、練習、試合の自チーム、他チームの分析、また分析に伴い自チームの戦略を決める役割を果たしている。

#### チアリーダー
2016年度神戸大学応援部が部員減少のため消滅した（2019年度に復活）ことにより新設された。神戸大学レイバンズの専属チアダンス部である。

## チーム強化への取組み
国立大学であることから大学のチーム強化への取組みには私立大学と比べて制約があるものの、強力なOB会組織を軸に積極的な強化活動に取り組んでいる。

### リクルート戦略
神戸大学レイバンズでプレーする選手のほとんどが未経験者で、2019年時点では8割が該当する。経験者の出身校は六甲学院高校、豊中高校、清風高校などである。国立大学なのでスポーツ推薦制度はないが，多様な特別入試での受験を現役部員がサポートしている。

### 神戸大学フットボールデー＆新歓フェスティバル
2005年から、レイバンズ主催のボウルゲームを2つ開催している。毎年6月に行われる神戸大学フットボールデーは神戸大学タッチフットボール部ルークスと合同で行う。2005年度は神戸市王子スタジアムで関西学院大学と対戦し、16-56の惨敗を喫した。2006年度は今年から関西学生連盟1部に復帰した大阪産業大学と対戦し、快勝した。甲南大学と合同で行われる新歓フェスティバルは、4月に甲南、神戸の男女ラクロス部と合同で開催される交流戦で、2006年度は甲南大学と対戦し、20-14で勝利した。

### ワシントン大学との提携
2003年からNCAA・PAC-10所属のワシントン大学ハスキーズ（en:Washington Huskies football）と提携しており、春季にコーチの短期派遣等を行っている。

## 地域連携
2003年に王子スタジアムがリーグ戦の主要会場となってから地域連携にも積極的に取り組み、地元の水道筋商店街のイベントに参加したりしている。また、神戸大学附属住吉小学校（2013年度をもって閉校）が存在した当時は、学校内にタッチフットボールチームを結成し、若年層への競技普及活動をおこなっていた。

## 定期戦
- 対横浜国立大学(1986年開始) 対戦成績　神戸18勝　横浜国立2勝　1引分

## 出身者
- 細見研介（ファミリーマート社長）[29]
- 明松功
- 東松寛文（リーマントラベラー）[30]
- 出口敬生[31]